# Tossal de la Quadra
El Tossal de la Quadra és una muntanya de 718 metres que es troba al municipi d'Os de Balaguer, a la comarca catalana de la Noguera.